# SF Site
SF Site is een Canadees gratis online tijdschrift waarin sciencefiction en fantasy gerecenseerd wordt. Het webzine komt tweemaal per maand uit sinds juni 1997, hoofdredacteur is Rodger Turner. 
SF Site publiceert onder andere boekrecensies, interviews met schrijvers, SF-nieuws en opiniestukken. Daarnaast wordt een uitgebreide lijst met links naar andere SF-sites bijgehouden.